# اینسار
شهر اینسار (به روسی: Инсар) در کشور روسیه و در جمهوری موردوویا واقع شده‌است.